# Degradacja (geologia)
Degradacja gleby – ogół procesów i zjawisk, które poprzez pogorszenie właściwości fizycznych (zniszczenie struktury), biologicznych (zmniejszenie ilości i jakości próchnicy) lub chemicznych (np. zakwaszenie przez wymywania kationów zasadowych wapnia, magnezu, potasu) gleby istotnych dla roślin, wpływają ujemnie na jej żyzność, a więc i zasobność. 
Degradacja gleby obejmuje te zmiany zachodzące w glebie, które znacznie obniżają jej możliwości produkcyjne, uniemożliwiając uzyskanie maksymalnych, stabilnych i pełnowartościowych plonów nie tylko w rolnictwie, ale także np. w leśnictwie. 
Najbardziej narażone na degradację są lekkie gleby piaszczyste, o cienkiej warstwie próchnicznej.

## Przyczyny degradacji gleb
Degradację gleby powoduje głównie człowiek w sposób bezpośredni, zniekształcając procesy glebotwórcze czy likwidując wierzchnią pokrywę glebową, czyli warstwę próchniczną. Działania pośrednie takie jak wielkopowierzchniowe wycinki lasów (prowadzące do stepowienia), nadmierna intensyfikacja produkcji rolnej, emisja zanieczyszczeń pyłowych i gazowych przez przemysł, transport, gospodarkę komunalną, czy też obniżenie poziomu wód gruntowych wskutek nadmiernego ich eksploatowania również powodują degradację gleb. 
Za degradację gleby odpowiedzialne mogą być także czynniki naturalne, głównie erozja oraz zmiany klimatyczne.

## Regradacja gleb
Stosując odpowiednie metody i zabiegi agrotechniczne można częściowo lub całkowicie powstrzymać, zapobiec lub odwrócić degradację gleby. Do takich zabiegów należą m.in.: nawożenie organiczne odbudowujące warstwę próchniczną, fitomelioracje, śródpolne zadrzewienia, przebudowa monokulturowych drzewostanów iglastych (nadmiernie zakwaszających próchnicę) itp.